# Deonne Bridger
Deonne Bridger, avstralska lokostrelka, * 15. maj 1972.
Sodelovala je na lokostrelskem delu leta 1996 in leta 2004.